# Jamesbrittenia integerrima
Jamesbrittenia integerrima là một loài thực vật có hoa trong họ Huyền sâm. Loài này được (Benth. p.p.) Hilliard mô tả khoa học đầu tiên năm 1992.